# Cyttus australis
Cyttus australis är en fiskart som först beskrevs av Richardson, 1843.  Cyttus australis ingår i släktet Cyttus och familjen Cyttidae. Inga underarter finns listade i Catalogue of Life.